# دو ۴۰۰ متر بامانع
دو ۴۰۰ متر بامانع یکی از رشته‌های دو بامانع است که از المپیک ۱۹۰۰ در بخش مردان و از ۱۹۸۴ در بخش زنان برگزار می‌شود.
در این رشته دوندگان می‌بایست مسافت ۴۰۰ متر را که در آن ۱۰ مانع قرار دارد در کوتاه‌ترین زمان ممکن بدوند. فاصلهٔ موانع از یکدیگر ۳۵ متر و فاصلهٔ اولین مانع با خط شروع ۴۰ متر است. موانع به گونه‌ای نصب شده‌اند که در صورت برخورد، به روی زمین می‌افتند. برخورد دوندگان با مانع خطا نیست، اما دوندگان سعی می‌کنند با موانع برخورد نکنند، زیرا برخورد با آن‌ها باعث کاهش سرعت‌شان می‌شود.
رکورد جهان و المپیک مردان توسط کوین یانگ آمریکایی با ۴۶٫۷۸ ثانیه در بازی‌های ۱۹۹۲ بارسلون به ثبت رسیده‌است.

رکورد جهانی ۴۰۰ متر بامانع زنان برابر با ۵۲٫۳۴ ثانیه و در اختیار یولیا پچونکینا از روسیه است که در سال ۲۰۰۳ به ثبت رسید. رکورد المپیک در بخش زنان هم در بازی‌های ۲۰۰۸ پکن به ثبت رسید و اندکی آهسته‌تر است، با زمان ۵۲٫۶۴ ثانیه در اختیار ملانی واکر جامائیکایی است.
این رشته به ترکیبی از سرعت، استقامت بدنی، تکنیک عبور از مانع، تمرکز و هشیاری بالا نیاز دارد. به‌طور کلی، در سطح اول جهان، مسابقات ۴۰۰ متر بامانع در مقایسه با ۴۰۰ متر عادی در بخش مردان حدود ۳ ثانیه و در بخش زنان حدود ۴ ثانیه بیشتر طول می‌کشد. ادوین موزز آمریکایی با دو قهرمانی در المپیک (۱۹۷۶ و ۱۹۸۴) و دو بار قهرمانیِ جهان، پرافتخارترین ورزشکار این رشته‌است.
مهدی پیرجهان با زمان ۴۹٬۳۳ ثانیه رکورددار این رشته در ایران است.